# José Manuel Rodrigues (fotógrafo)
José Manuel Rodrigues, nascido como José Manuel dos Santos Rodrigues (Lisboa, 4 de Maio de 1951), é um fotógrafo e artista visual Português-Holandês contemporâneo. Ele vive e trabalha desde 1993 em Évora, Portugal, depois mais de 20 anos de viver e trabalhar na Holanda.

## Biografia
Nascido em Portugal, José Manuel Rodrigues fugiu para o estrangeiro em 1968, porque não queria participar na Guerra Colonial Portuguesa. Ele morava em Paris, França, em 1968/1969, e na Holanda entre 1969 e 1993. O fotógrafo fez seus estudos de fotografia na Holanda, em Haia (1975-80) e Apeldoorn (1975-1979), na Escola de Fotografia, e tirou um curso de realização em vídeo no prestigiado Instituto Santbergen em Hilversum (1989). José Manuel Rodrigues tem dois filhos ('75 e '79).
O artista foi co-fundador da Perspektief - Associação de Artes, e responsável pela programação das exposições da respectiva galeria. Também foi membro da Associação de Fotógrafos de Arte (G.K.F.) e da Amsterdamse Kunstraad (Concelho para as Artes, Amesterdão) entre 1987 e 1992.
José Manuel Rodrigues recebeu um prémio na Holanda em 1982, o prémio Vrije Creatieve Opdracht (Prémio de Fotografia Criativa) atribuído por o Amsterdamse Kunstraad (Conselho para as Artes, Amesterdão). Em Portugal foi galardoado em 1999 com o Prémio Pessoa pelo conjunto da sua obra artística e pela sua contribuição às artes de Portugal.
A sua obra está representada permanente em várias colecções privadas e públicas, entre as quais, em Portugal, na Culturgest, Museu de Serralves, BES-foto, Centro Português da Fotografia, Centro das Artes Visuais, e no estrangeiro no Dutch Art Foundation (Amsterdam), Van Reekum Galerie (Apeldoorn), Prentenkabinet (Leiden), La Bibliothèque Nationale (Paris), entre outros.
José Manuel Rodrigues ensinou fotografia em várias instituições e escolas nacionais e estrangeiras (Roterdão, Porto, Évora, Caldas de Rainha). Foi professor convidado no curso de mestrado em Artes Visuais do IADE em Lisboa em 2007 e 2008 . Actualmente é professor auxiliar convidado no Departamento de Artes Visuais da Universidade de Évora desde 2009. Além disso, tem muitas exposições e da muitas conferências por convite.
A assinatura sob seu trabalho mudou ocasionalmente ao longo dos anos. Hoje José Manuel Rodrigues assina todo o seu trabalho como José M. Rodrigues, mas há também trabalho assinado como José Rodrigues ou José Manuel Rodrigues.

## Prémios
- Prémio de fotografia Vrije Creatieve Opdracht (Prémio de Fotografia Criativa) atribuído por Amsterdams Fonds voor de Kunst (Conselho para as Artes, Amesterdão) (1982)
- Prémio Pessoa atribuído pelo jornal Expresso e pela empresa Unisys, junto com o poeta Manuel Alegre (1999)